# Brjanka
Brjanka (in ucraino e russo Брянка?) è de iure una città dell'Ucraina di circa 53 000 abitanti nell'Oblast' di Luhans'k, ma dall'aprìle 2014 è de facto parte della Repubblica Popolare di Lugansk a sostegno della Russia.